# 若昂·德·巴罗斯
若昂·德·巴罗什（葡萄牙語：João de Barros，1496年—1570年10月20日），文艺复兴时期欧洲航海家。于1539年率领一支探险队到达巴西北部。在回到葡萄牙后，他著书叙述葡萄牙对亚洲的征服。

## 扩展阅读

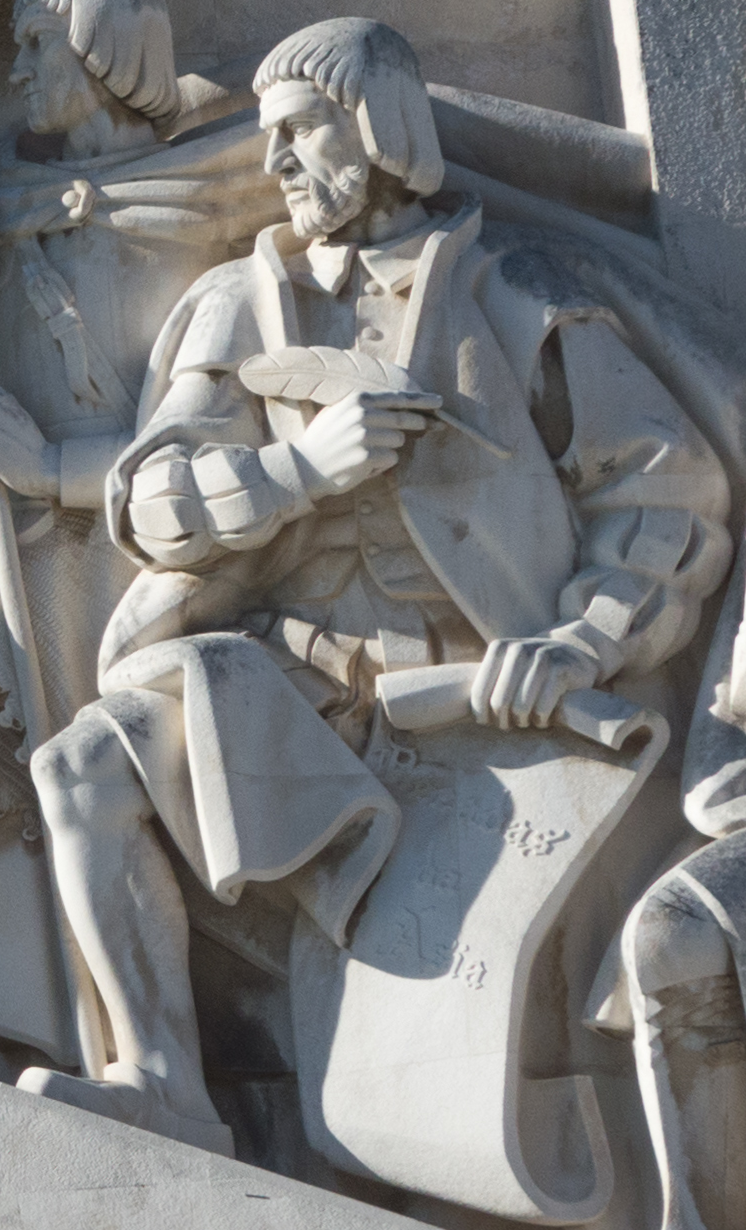
巴羅斯位於里斯本發現者紀念碑的雕像

- Manoel Severim de Faria "Vida de João de Barros （页面存档备份，存于）", 1778, in vol. 9 of ''Da Ásia de João de Barros e Diogo do Couto, Lisbon.